# Chandni Bar
Chandni Bar è un film del 2001 diretto da Madhur Bhandarkar.